# Jaakko Hänninen
Jaakko Hänninen (født 16. april 1997) er en finsk cykelrytter, der konkurrerer i landevejscykling.
Hänninen tog bronzemedaljen i linjeløbet for U23-ryttere under verdensmesterskaberne i landevejscykling 2018 i Innsbruck, bag schweiziske Marc Hirschi og belgiske Bjorg Lambrecht.